# Анатолій (Дернов)
Анато́лій (в миру Дерно́в Авраа́мій Іоа́ннович; *29 липня 1874, Глазовський район — †після 1939) — архієпископ Глазовський, представник вятської династії ієреїв, син І. В. Дернова.
В 1900 році прийняв чернецтво. Закінчив Казанську духовну академію в 1901 році. З 1923 року єпископ міста Уржум. Був заарештований. З 1929 року — єпископ Глазовський, одночасно управляв всією Вятською єпархією, в 1937 році став архієпископом.
Захищав Преображенський собор в Глазові та інші храми свого відання від закриття та пограбування. Очолив делегацію глазовців з цього питання до Москви в 1937 році. Того ж року був заарештований, йому висунуто вирок 10 років в'язниці.